# Piusa
Piusa (est. Piusa jõgi, także Pimža jõgi; ros. Пиуза, Пимжа) – rzeka w południowo-zachodniej Estonii i w obwodzie pskowskim w Rosji.
Źródło rzeki znajduje się w gminie Haanja, jej długość wynosi 109 km, a powierzchnia zlewni 796 km², uchodzi do jeziora Pskowskiego, będącego częścią jeziora Pejpus.